# Distrikt Pachangara
Der Distrikt Pachangara liegt in der Provinz Oyón der Region Lima im Westen von Peru. Der Distrikt wurde am 28. Januar 1863 gegründet. Er hat eine Fläche von 255 km². Beim Zensus 2017 lebten 2526 Einwohner im Distrikt. Im Jahr 1993 lag die Einwohnerzahl bei 3249, im Jahr 2007 bei 3321. Die Distriktverwaltung befindet sich in der 2265 m hoch gelegenen Ortschaft Churín mit 1834 Einwohnern (Stand 2017). Churín liegt am Río Huaura knapp 20 km südwestlich der Provinzhauptstadt Oyón.

## Geographische Lage
Der Distrikt Pachangara befindet sich in der peruanischen Westkordillere im östlichen Süden der Provinz Oyón. Der Río Huaura fließt entlang der westlichen Distriktgrenze nach Süden, dessen linker Nebenfluss Río Checras fließt entlang der südöstlichen und südwestlichen Distriktgrenze nach Westen.
Der Distrikt Pachangara grenzt im Südosten an den Distrikt Santa Leonor (Provinz Huaura), im Südwesten an den Distrikt Checras (ebenfalls in der Provinz Huaura), im Westen an den Distrikt Andajes sowie im Norden und Nordosten an den Distrikt Oyón.

## Ortschaften
Neben Churín gibt es folgende Ortschaften im Distrikt:
- Acain
- Ayarpongo
- Huancahuasi (208 Einwohner)
- Pachangara (264 Einwohner)
- San Bartolomé de Curay
- San Francisco de Huacho
- San Martín de Taucur